# Aleksander Jellin
Aleksander Jan Jellin (ur. 6 lutego 1904 w Warszawie, zm. ok. 1994 w Australii) – autor tekstów, kompozytor. Pseudonim Olga Org, Yelly.
Syn Norberta i Eweliny ze Zdrojów. Ukończył Szkołę Zgromadzenia Kupców w Warszawie i Wyższą Szkołę Dziennikarską w Warszawie. W 1920 służył ochotniczo w wojsku polskim. Od 1930 był dziennikarzem „Ilustrowanego Kuriera Codziennego”. Był dyrektorem wydawnictwa nutowego Nowa Scena.